# Oenanthe cypriaca

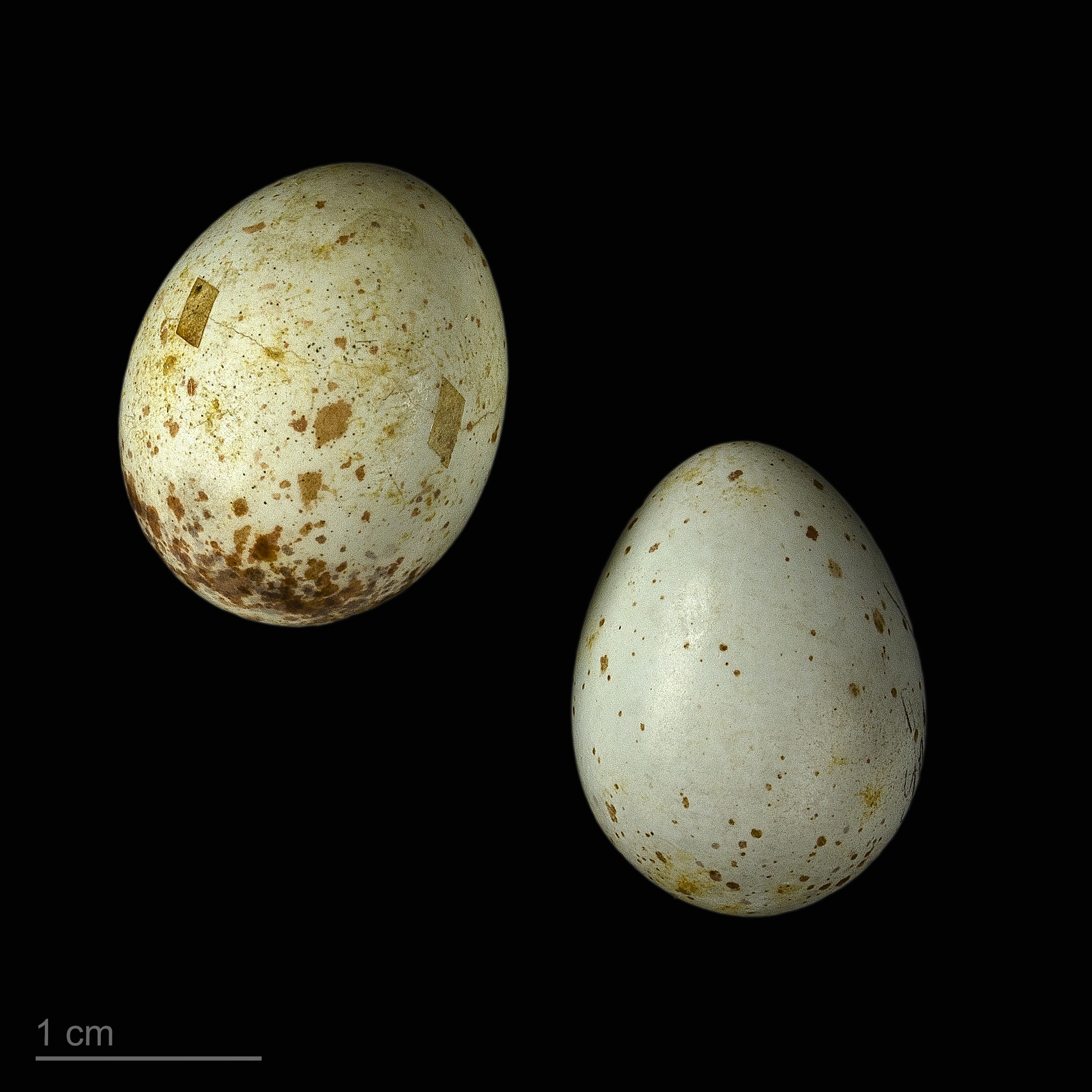
Oenanthe cypriaca

Oenanthe cypriaca là một loài chim trong họ Muscicapidae.